# Edizioni Borla
Edizioni Borla è una casa editrice italiana 
nata nel 1853 in Piemonte.
Nel 1981 si è trasferita a Roma, ed è attiva nella pubblicazione di titoli attinenti alle scienze umane e alla religione.
A partire dal 1976 la casa editrice ha specificato il suo ambito di lavoro nei settori della psicologia, della psicoterapia, della psicoanalisi, della psicoterapia infantile.
In ambito religioso i suoi titoli si concentrano sulle tematiche teologiche, bibliche, storiche e della spiritualità.
Ha in catalogo circa 1.500 titoli di 1150 autori italiani e stranieri.